# Plan de la Gouache
Le Plan de la gouache est un plan du deuxième quart du XVIe siècle représentant la ville de Paris dans son ensemble et l'Enceinte de Charles V en couleur, probablement à la gouache.

## Histoire
Le plan dit de la Gouache est l'un des plus anciens plans généraux de Paris avec le plan de la Tapisserie et celui dit de Munster. Il a été peint pour le prévôt des marchands, Étienne de Montmirail. La date n'est pas connue avec exactitude : il aurait été exécuté entre 1528 et 1538 d'après les indications inscrites dans l'un des cartouches ; il est inscrit 1540 dans la légende de l’Album des anciens plans de Paris.
Le document original ayant disparu dans l'incendie de l'Hôtel de Ville en 1871, ce plan n'est plus connu que par les photographies réalisées par l'archéologue Berty et par un fac-similé partiel du XIXe siècle.
Comme la plupart des plans de cette époque, il est certainement une copie d'un original dressé vers 1524 et réactualisé périodiquement par une équipe de « cartographes ».

## Description
Ce plan a été peint sur neuf feuilles de papier collées sur toile.  Le document ainsi assemblé avait une taille respectable : 5,12 x 4,48 m.
Comme tous les plans de cette époque, il est orienté nord à gauche.
Les documents relatifs à ce plan se trouvent désormais à la Bibliothèque historique de la ville de Paris à Paris.